# Cesare Maria Antonio Rasponi
Cesare Maria Antonio Rasponi (né en 1615 à Ravenne, dans l'actuelle Émilie-Romagne, alors dans les États pontificaux et mort le 21 novembre 1675 à Rome) est un cardinal italien du XVIIIe siècle. Cesare Maria Antonio Rasponi exerce notamment des fonctions comme auditeur du cardinal Flavio Chigi, le futur Alexandre VII et comme référendaire du tribunal suprême de la Signature apostolique et à l'Inquisition. Le pape Alexandre VII le crée cardinal in pectore lors du consistoire du 14 janvier 1664. Sa création est publiée le 15 février 1666. Le cardinal Rasponi participe au conclave de 1667 (élection de Clément IX) et au conclave de 1669-1670 (élection de Clément X). Il est nommé légat à Urbino en 1667.

## Biographie
Cesare Maria Antonio Rasponi naquit en 1615 à Ravenne d’une famille alliée aux principales maisons de l’Italie. Il n’avait que 14 ans quand il fut désigné pour réciter en public des harangues et des pièces de vers, suivant un usage qui se conserve en Italie. Sur les éloges qu’on faisait du jeune orateur, le pape Urbain VIII témoigna le désir de l’entendre. Il prononça dans la chapelle du Vatican le panégyrique du B. Louis de Gonzague, en latin puis en hébreu ; et le pape, charmé non moins de son érudition que des grâces de son débit, lui donna une abbaye. Pourvu dès l’âge de 21 ans d’une prébende de la collégiale de San Lorenzo in Damaso, il l’échangea dans la suite contre un canonicat de Saint-Jean-de-Latran, et il devint archiviste de ce chapitre. Ses talents joints aux avantages de sa naissance lui procurèrent des emplois importants ; il les remplit avec tant de zèle et de prudence qu’il se maintint dans la faveur du pape Innocent X. Il rendit des services signalés dans sa place, en préservant Rome de la peste et de la famine qui désolaient le royaume de Naples et menaçaient d’envahir les États pontificaux. Il eut la plus grande part aux négociations que nécessita l’insulte faite à l’ambassadeur de France par la garde corse, et finit par terminer les différends qui s’étaient élevés à ce sujet. L’habileté qu’il avait montrée dans cette affaire lui mérita la barrette, qu’il reçut en 1666. Clément IX, en arrivant au pontificat, nomma le cardinal Rasponi gouverneur du duché d’Urbin. Ce prélat mourut le 21 novembre 1675. Outre quelques opuscules, on a de lui : De basilica et patriarchio lateranensi, libri quatuor.

## Œuvres
- De basilica et patriarchio lateranensi libri quattuor. Ad Alexandrum VII. pont. Max., Rome, Ignazio de' Lazzeri, 1656 (lire en ligne).

### Sources
- « Rasponi, (César) », dans Louis-Gabriel Michaud, Biographie universelle ancienne et moderne : histoire par ordre alphabétique de la vie publique et privée de tous les hommes avec la collaboration de plus de 300 savants et littérateurs français ou étrangers, 2e édition, 1843-1865 [détail de l’édition]